# Howea belmoreana
Espèce
Howea belmoreana, l’Howéa de Belmore, est une espèce de plantes à fleurs de la famille des Arecaceae (les palmiers) endémique de l'île de Lord Howe, située près de la côte Est de l'Australie.